# Amblymora carinipennis
Amblymora carinipennis är en skalbaggsart som beskrevs av Stefan von Breuning 1974. Amblymora carinipennis ingår i släktet Amblymora och familjen långhorningar.
Artens utbredningsområde är Sulawesi. Inga underarter finns listade i Catalogue of Life.